# Pfaffings
Pfaffings ist eine Ortschaft und eine Katastralgemeinde der Gemeinde Bad Traunstein im Bezirk Zwettl in Niederösterreich.

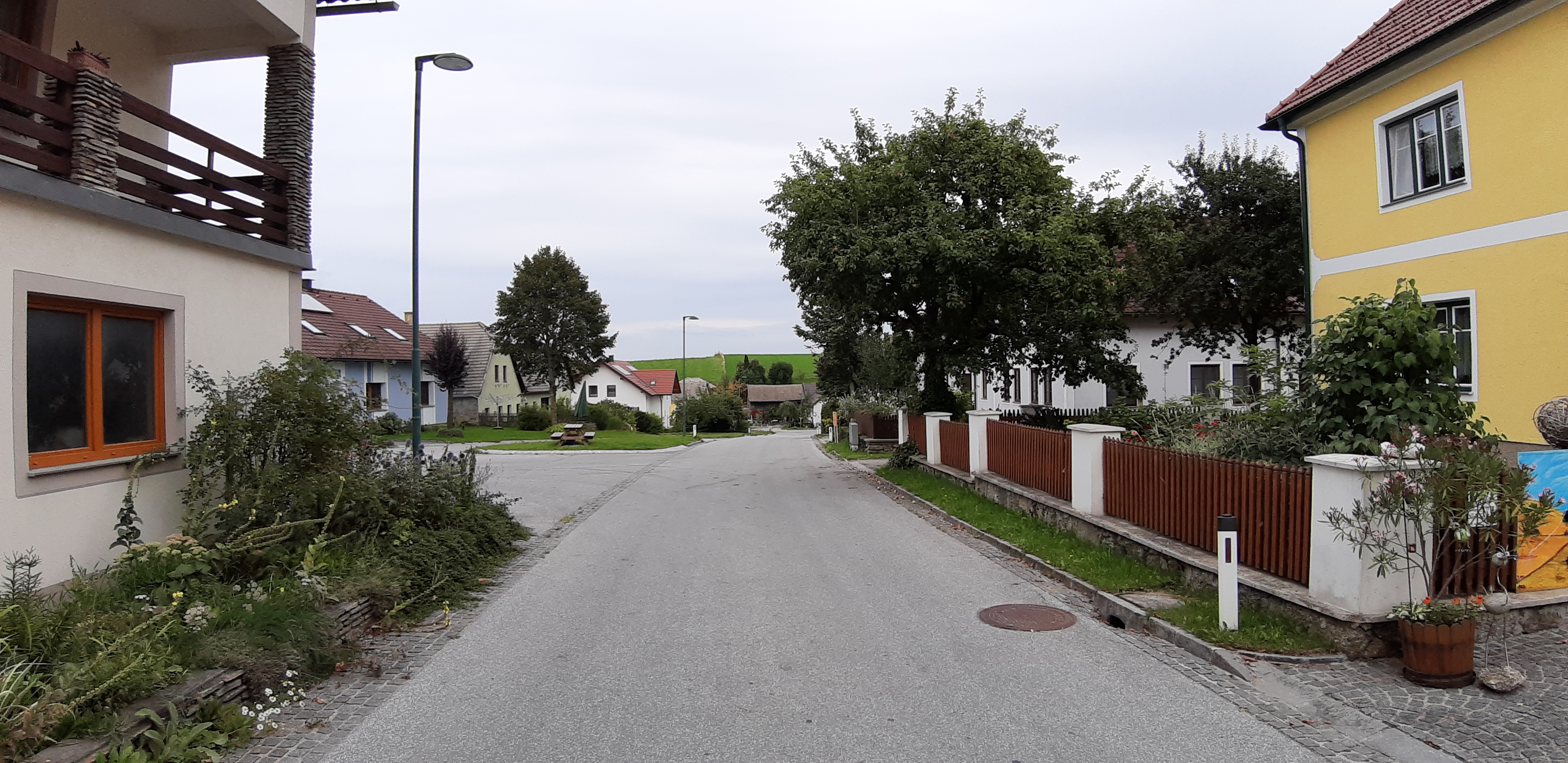
Blick auf den Ortskern von Pfaffings

## Geschichte
Der Ort wird 1556 zum ersten Mal schriftlich als Pfäffings erwähnt, bis 1850 lag das Landgericht und die Obrigkreit bei der Herrschaft Ottenschlag.
Im Jahr 1822 wurde der Ort als Dorf mit acht Häusern genannt, das nach Traunstein eingepfarrt war, wohin auch die Kinder eingeschult wurden. Die Herrschaft Ottenschlag besaß die Ortsobrigkeit, übte die Landgerichtsbarkeit aus, besorgte die Konskription und hatte die Grundherrschaft inne.
Laut Adressbuch von Österreich waren im Jahr 1938 in Pfaffings mehrere Landwirte mit Direktvertrieb ansässig.
Nach der Entstehung der Ortsgemeinden 1849 war der Ort eine Katastralgemeinde der Gemeinde Spielberg und wurde mit 1. Jänner 1968 ein Teil der Großgemeinde Traunstein.

## Siedlungsentwicklung
Zum Jahreswechsel 1979/1980 befanden sich in der Katastralgemeinde Pfaffings insgesamt 15 Bauflächen mit 5.927 m² und 6 Gärten auf 178 m², 1989/1990 gab es 15 Bauflächen. 1999/2000 war die Zahl der Bauflächen auf 44 angewachsen und 2009/2010 bestanden 27 Gebäude auf 49 Bauflächen.

## Bodennutzung
Die Katastralgemeinde ist landwirtschaftlich geprägt. 99 Hektar wurden zum Jahreswechsel 1979/1980 landwirtschaftlich genutzt und 37 Hektar waren forstwirtschaftlich geführte Waldflächen. 1999/2000 wurde auf 97 Hektar Landwirtschaft betrieben und 38 Hektar waren als forstwirtschaftlich genutzte Flächen ausgewiesen. Ende 2018 waren 88 Hektar als landwirtschaftliche Flächen genutzt und Forstwirtschaft wurde auf 43 Hektar betrieben. Die durchschnittliche Bodenklimazahl von Pfaffings beträgt 24,5 (Stand 2010).